# Тында (станция)
Ты́нда — внеклассная узловая железнодорожная станция Тындинского региона Дальневосточной железной дороги, находящаяся в городе Тынде Амурской области.

## История и роль станции
Стратегическая роль станции, как «столицы БАМа», состоит в том, что здесь сходятся грузовые и пассажирские потоки в направлении Дальнего Востока, Забайкальского и Хабаровского краёв, Республики Бурятия, Республики Саха (Якутия), Иркутской и Амурской областей. К станции с юга и севера подходят ветки Сковородино — Тында и Тында — Нижний Бестях, соединяющие БАМ и Транссиб с центральной частью Якутии. Благодаря уникальному местоположению станция обслуживает поезда с 4-х направлений.
На станции расположено локомотивное депо Тында.
До 2019 года станция обрабатывала в среднем 840 грузовых вагонов в сутки. 7 июля 2019 года на станции открыта сортировочная горка мощностью роспуска 2200 вагонов в сутки с перспективой увеличения мощности ещё на 40 %, до 3000 вагонов в сутки. Таким образом, в 2019 году сортировочная горка способна обслуживать 11-15 грузовых поездов, что превышает имеющиеся фактические потребности. Сортировочная горка оборудована компьютерной автоматизированной системой управления формированием и расформированием составов, новейшими системами связи и энергообеспечения, эффективными и безопасными вагонными замедлителями.
История станции тесно связана с историей Байкало-Амурской магистрали. В 1990-х годах из-за экономического кризиса и хозяйственного упадка в России интенсивность движения через станцию упала до 8 пар поездов в сутки. Новый импульс станция получила в 2015 году в рамках комплексного проекта модернизации Восточного полигона железных дорог России. Тогда ОАО «РЖД» возобновило крупные инвестиции в развитие и увеличение пропускной способности БАМа, имея в виду перспективы транзита из Китая в Европу и создание трансконтинентального коридора. Необходимость реконструкции станции Тында связана с ростом нагрузки на БАМ после строительства новых разъездов, двухпутных вставок и вторых главных путей.
В 2019 году через станцию проходит 53 пары пассажирских и грузовых поездов в сутки с 4 направлений.
В июне 2024 года на станции установлен памятник тепловозу 2ТЭ10М.

## Пригородное сообщение по станции
| № поезда    | Маршрут движения | № поезда    | Маршрут движения |
| ----------- | ---------------- | ----------- | ---------------- |
| Пригородный | Дипкун — Тында   | Пригородный | Тында — Дипкун   |
| Пригородный | Тында — Юктали   | Пригородный | Юктали — Тында   |
| Пригородный | Тында — Муртыгит | Пригородный | Муртыгит — Тында |

## Дальнее сообщение

### Круглогодичное движение поездов
| № поезда   | Маршрут движения             | № поезда   | Маршрут движения             |
| ---------- | ---------------------------- | ---------- | ---------------------------- |
| 375        | Нерюнгри — Красноярск        | 376        | Красноярск — Нерюнгри        |
| 77         | Нерюнгри — Новосибирск       | 78         | Новосибирск — Нерюнгри       |
| 81 «Гилюй» | Тында — Благовещенск         | 82 «Гилюй» | Благовещенск — Тында         |
| 97         | Тында — Кисловодск           | 98         | Кисловодск — Тында           |
| 325        | Нерюнгри — Хабаровск         | 326        | Хабаровск — Нерюнгри         |
| 327        | Нижний Бестях — Тында        | 328        | Тында — Нижний Бестях        |
| 363        | Комсомольск-на-Амуре — Тында | 364        | Тында — Комсомольск-на-Амуре |

### Сезонное движение поездов
| № поезда | Маршрут движения | № поезда | Маршрут движения |
| -------- | ---------------- | -------- | ---------------- |
| 235      | Тында — Анапа    | 236      | Анапа — Тында    |

## Фотографии

Пульт управления сортировочной горкой. Июль 2019 г.
Сортировочный парк ёмкостью на 3000 вагонов
Роспуск состава с сортировочной горки
Замедлители сортировочной горки
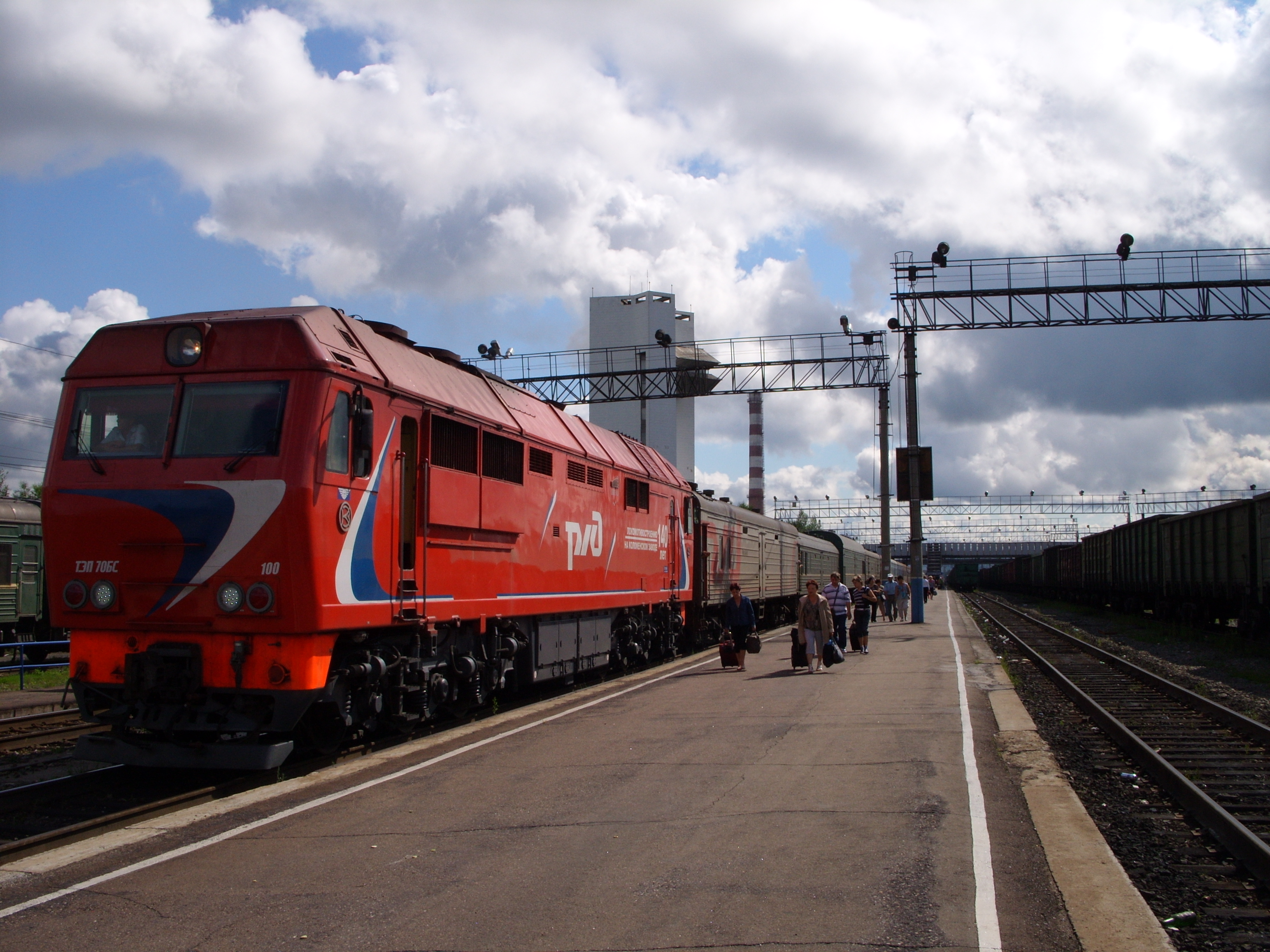
Тепловоз ТЭП70БС-100 с поездом на станции Тында
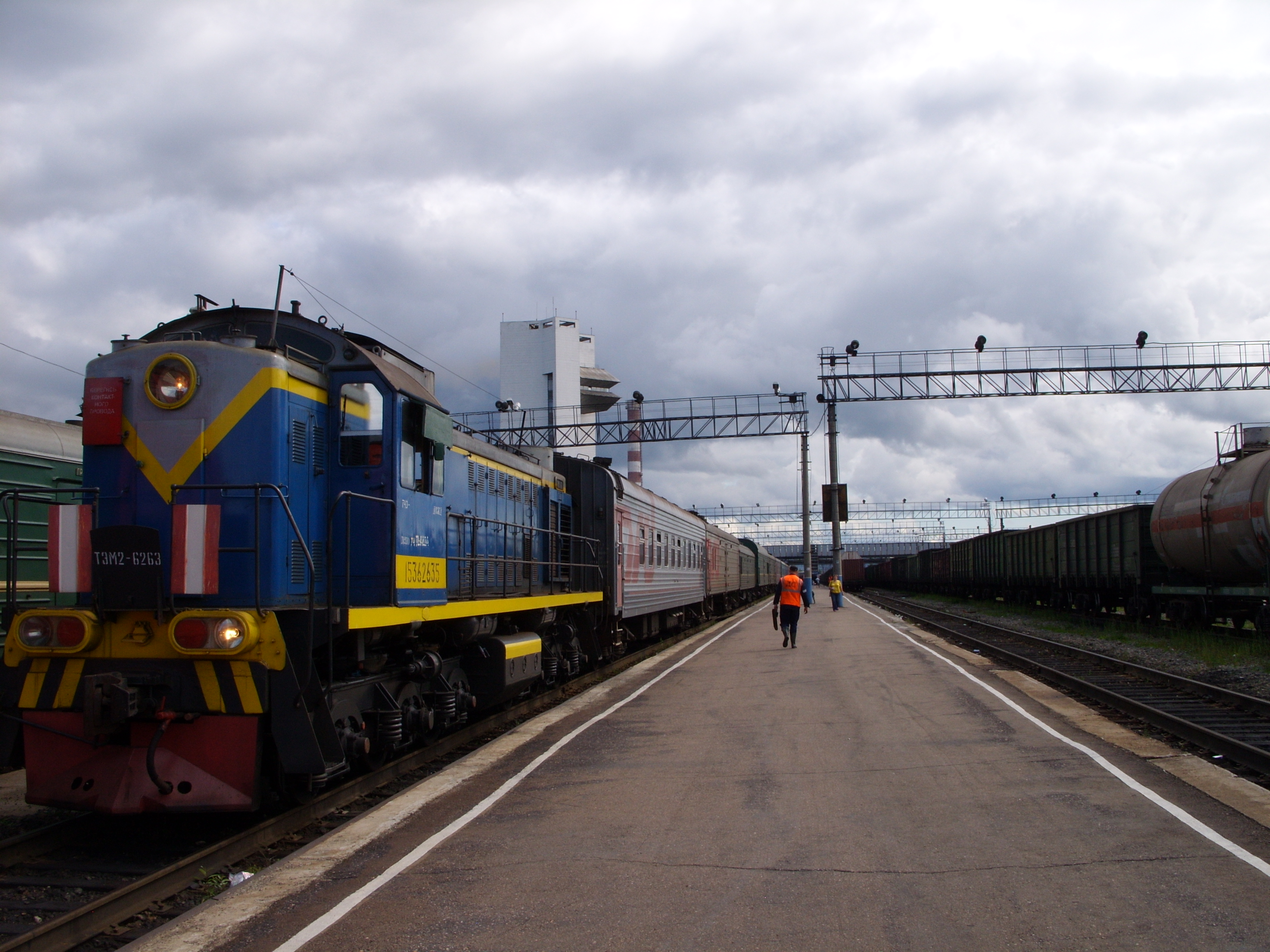
Тепловоз ТЭМ2-6263 на станции Тында
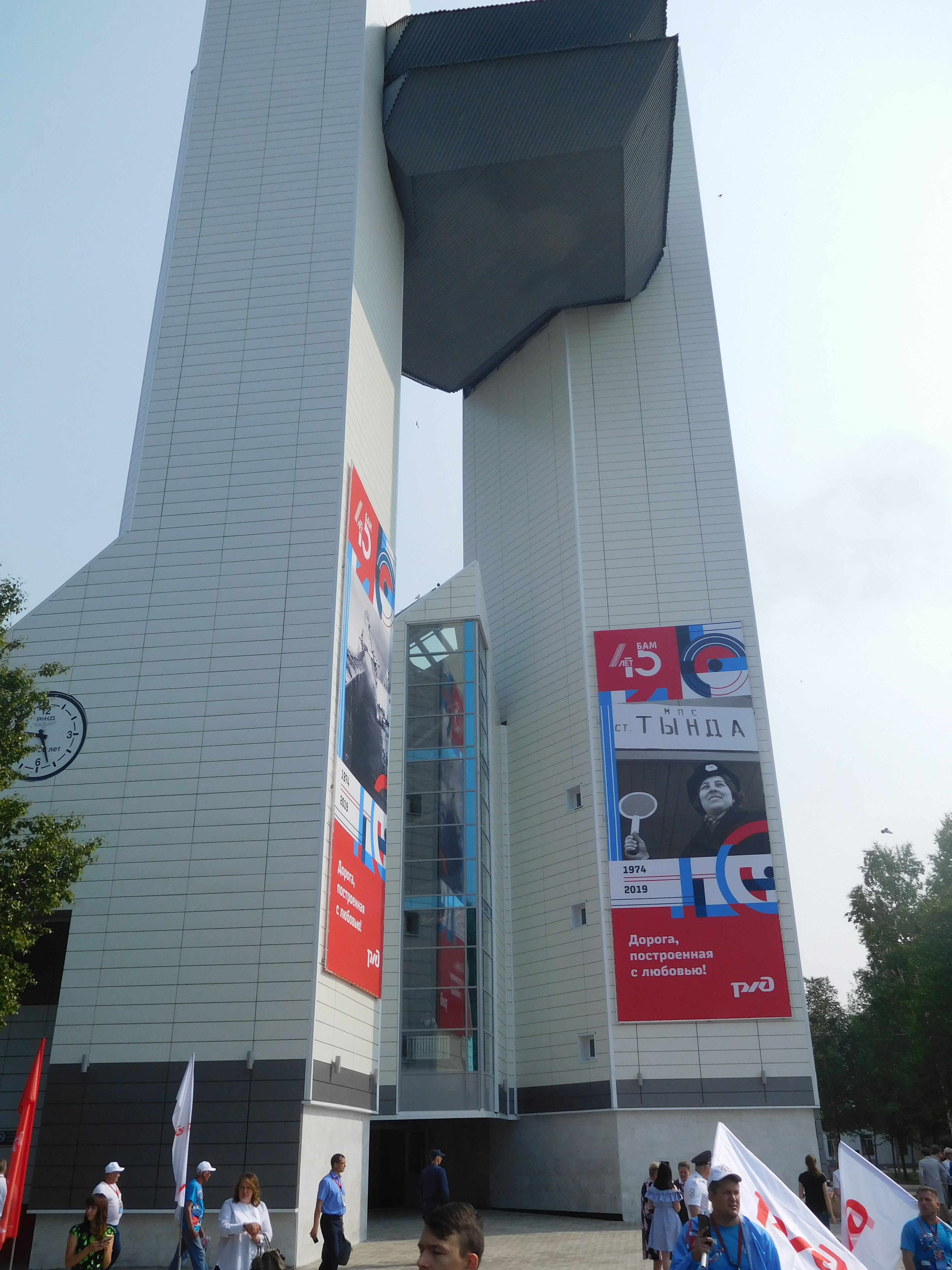
Вокзал в праздничном оформлении к 45-лет строительства БАМа
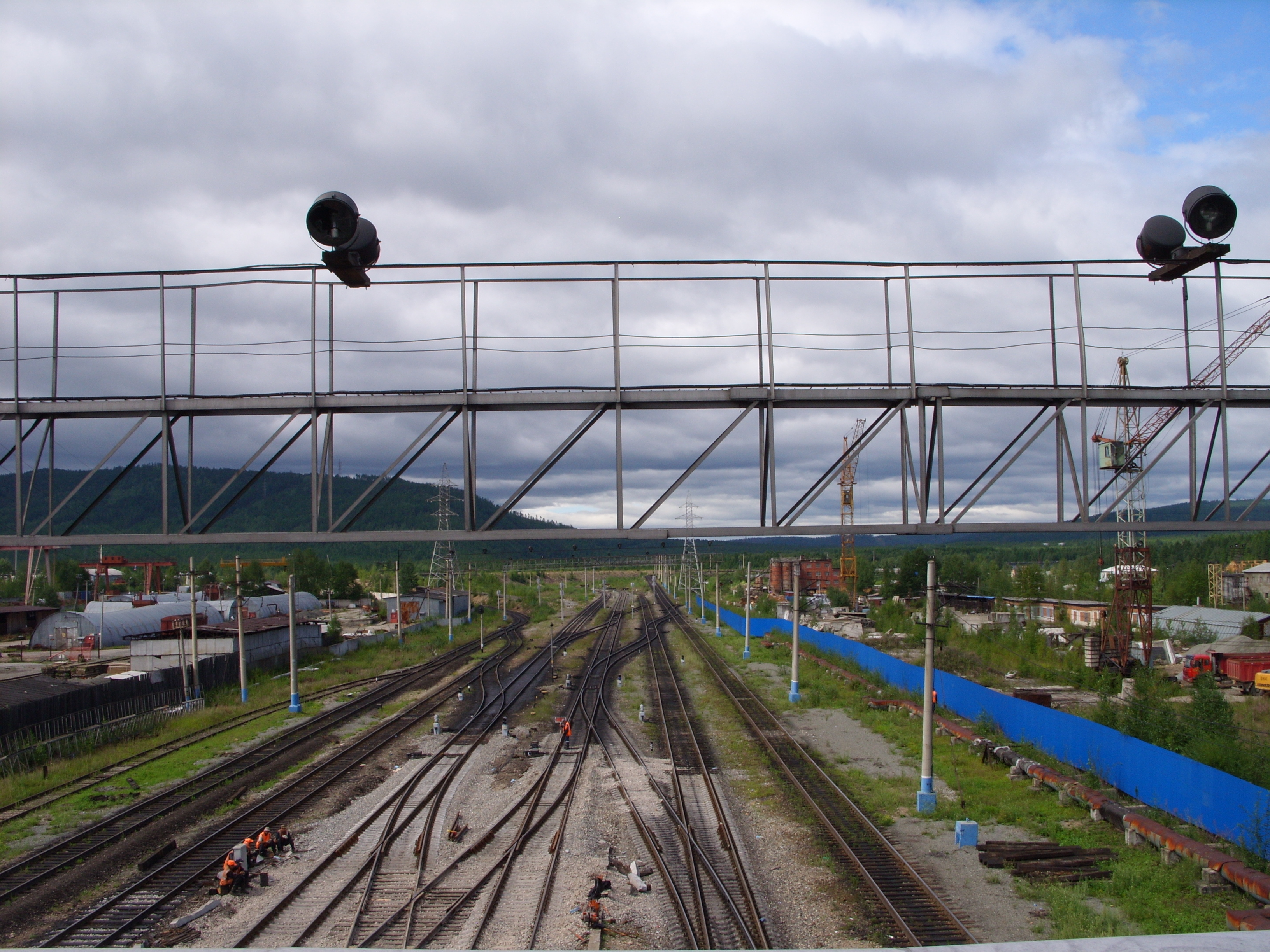
Станционные пути
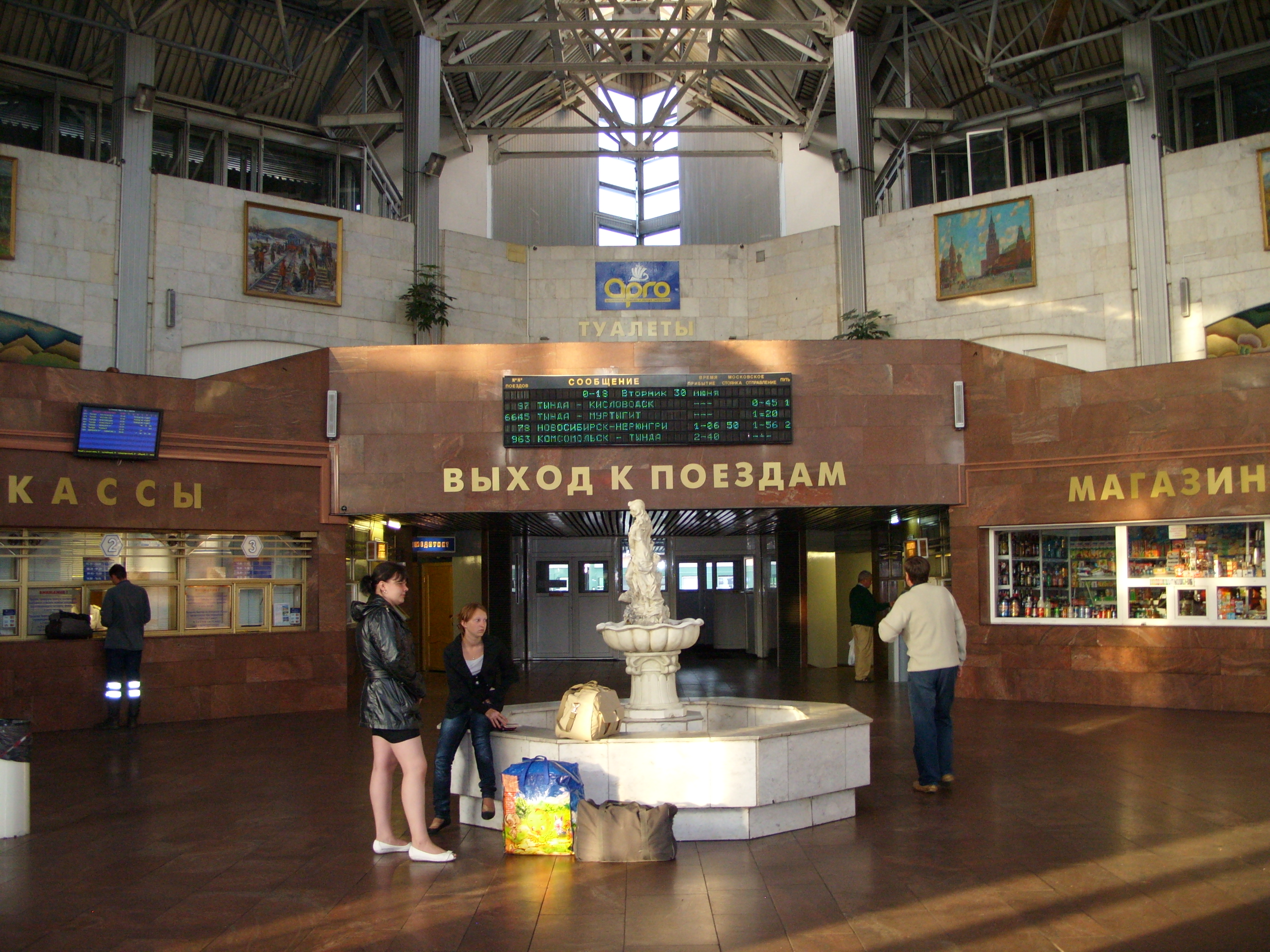
Холл вокзала
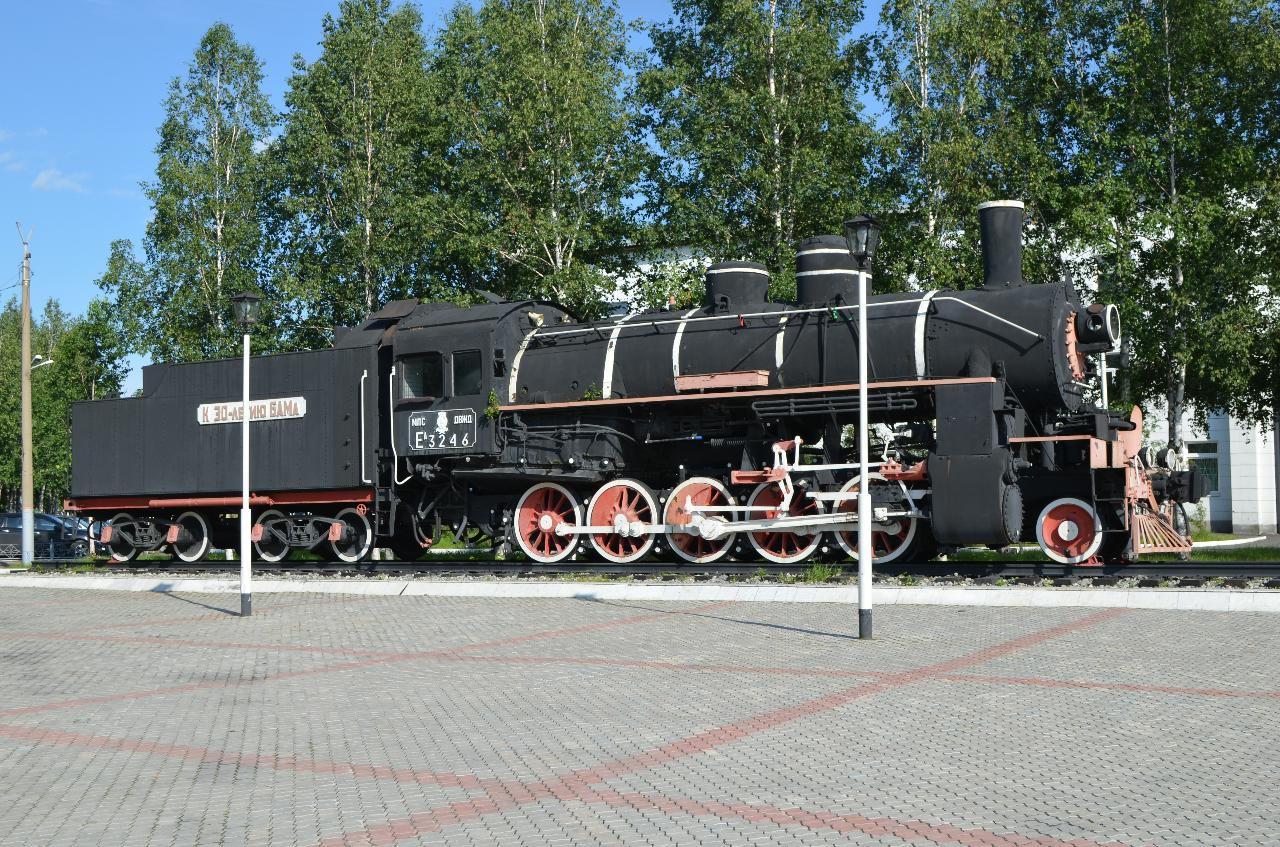
Паровоз-памятник
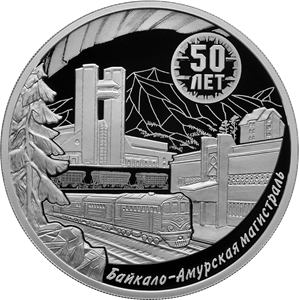
Памятная монета Банка России, 2024 год.